# William Perry Dudley
Pour les articles homonymes, voir Dudley.
William Perry Dudley, né le 11 juillet 1891 à Exeter (New Hampshire) et mort le 14 avril 1965 dans la même ville, est un architecte et paysagiste américain.
Découvrant la Touraine à l'occasion d'une convalescence pour soigner une blessure de guerre en 1918, il achète en 1922 le site castral de Montbazon (Indre-et-Loire) dont il supervise la restauration jusqu'en sa mort et où il vit de 1922 à 1939 avec sa compagne Lilian Whitteker, artiste peintre.

## Biographie

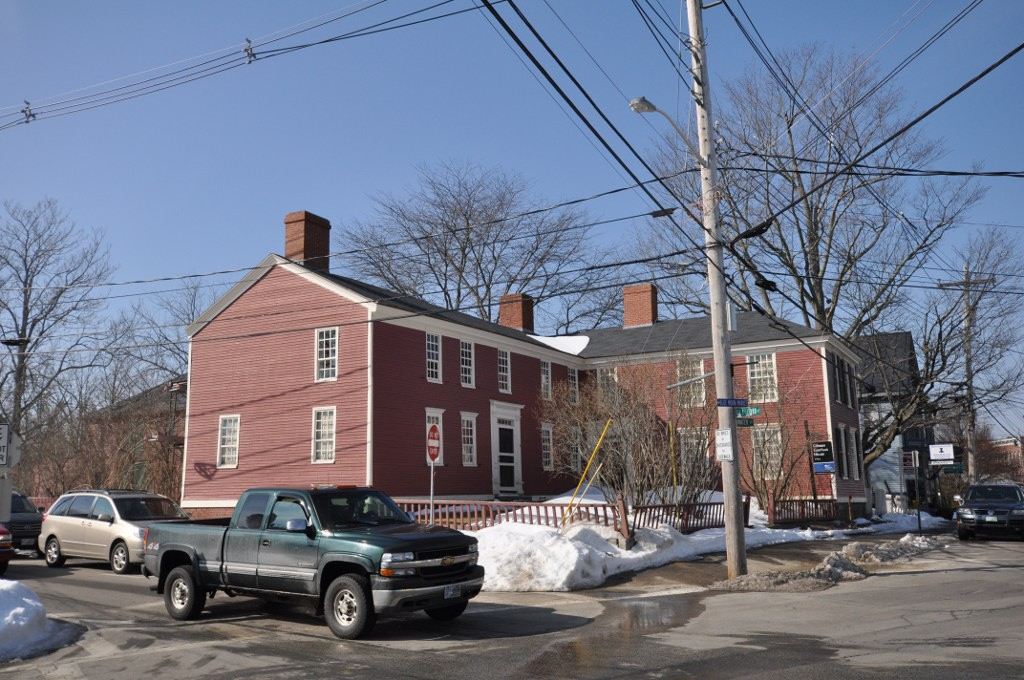
Maison familiale de William Dudley à Exeter.

William Perry Dudley naît le 11 juillet 1891 à Exeter (New Hampshire) dans une famille considérée comme faisant partie de la haute bourgeoisie des environs de Boston. L'un de ses ancêtres dans la branche maternelle est John Taylor Gilman, gouverneur de l'État du Maine à la fin du XVIIIe et au début du XIXe siècle. À l'issue de ses études, il devient architecte et paysagiste, comme l'indique son passeport.
En avril 1917, il s'engage comme volontaire dans un régiment de fusiliers marins et vient combattre en France. Il est blessé le 12 septembre 1918 lors de la bataille de Saint-Mihiel ; sa convalescence se déroule à Chambray-lès-Tours. En 1919, il est de retour aux États-Unis et, alors qu'il est déjà marié, il rencontre à New York Lilian Whitteker, une cousine au 8e degré avec laquelle il noue une relation durable.

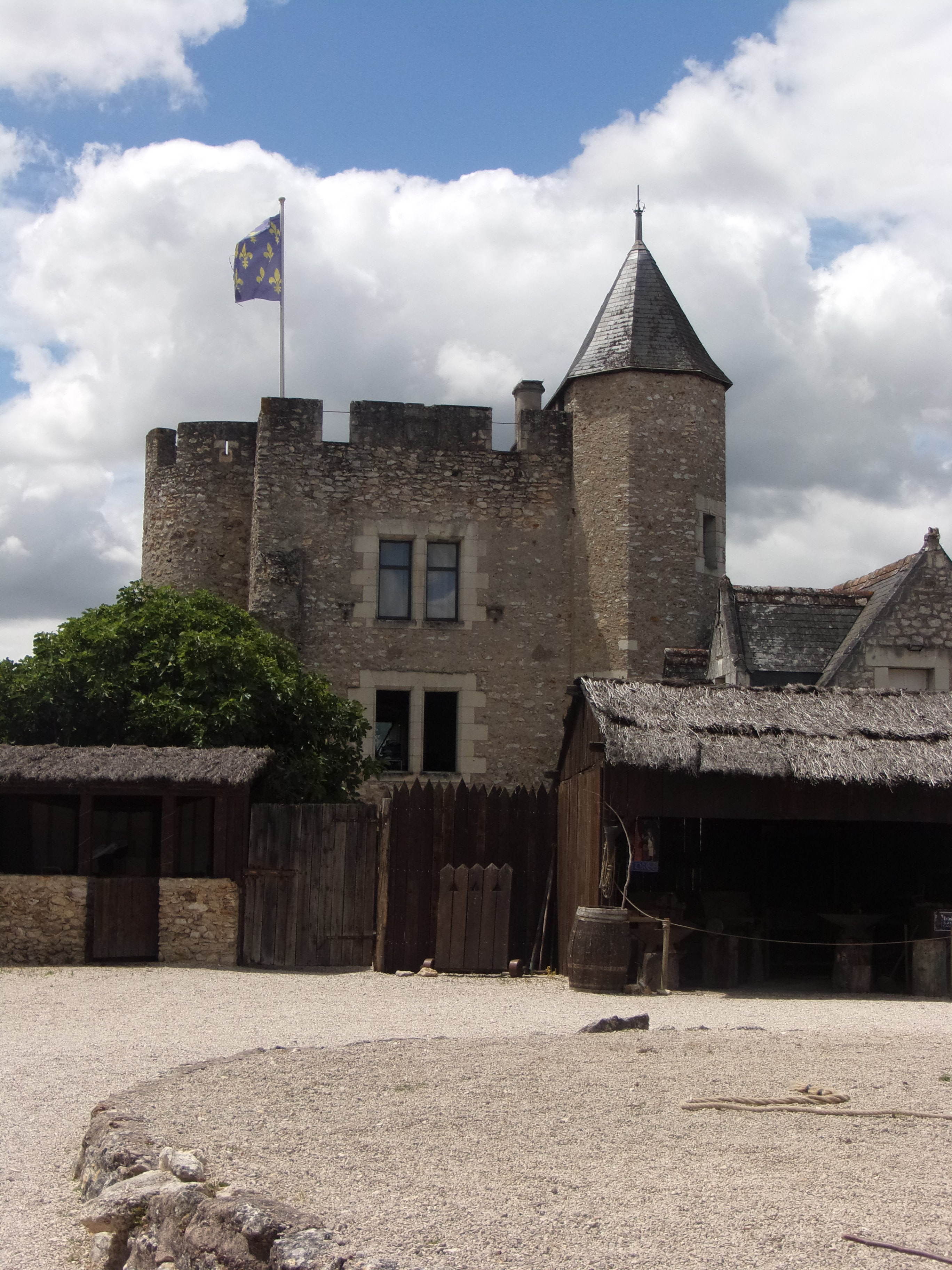
Logis des Dudley au château de Montbazon.

En 1922 il achète le site castral de Montbazon en Indre-et-Loire, qu'il a découvert pendant sa convalescence ; il s'y installe avec sa compagne tandis que sa femme reste à Exeter. William et Lilian supervisent de vastes chantiers de reconstruction et de restauration. Le couple fréquente les châtelains des environs, notamment Charles Bedaux et sa femme Fern, propriétaires du château de Candé ; François Coty, propriétaire du château d'Artigny, se semble toutefois pas faire partie de leurs relations. Grace, la femme légitime de Dudley, vient les rejoindre en 1925. Lilian Whitteker retourne alors temporairement aux États-Unis pour revenir fin 1926. Le ménage à trois dure dix ans et, en 1936, Mme Dudley quitte Montbazon pour aller s'installer à Vouvray où Lilian Witteker, restée amie avec elle, lui rend visite. Le couple Dudley finit par divorcer en 1938.
En 1939, William Perry Dudley se remarie à Montbazon avec Marika Cassapoglou, une jeune Grecque. Au début de la Seconde Guerre mondiale, il regagne Exeter où, en 1942, Anna naît de son union avec Marika. À l'exception d'un bref séjour à Montbazon en 1957 pour superviser des travaux au donjon, Dudley ne revoit plus jamais la France. En 1964, il manifeste pourtant à Lilian son intention de revenir à Montabzon, mais elle l'en dissuade en raison leurs âges respectifs (73 ans pour lui et 83 ans pour elle).
Le 14 avril 1965, alors qu'il est en instance de divorce avec Marika, Dudley se suicide à Exeter. Par testament, il lègue le minimum légal à sa femme et le reste de sa fortune à sa fille ; le château de Montbazon doit revenir à la ville mais celle-ci, après plusieurs années de péripéties juridiques et politiques, finit par refuser le legs. La forteresse échoit donc aux héritiers naturels de Dudley, Anna mais aussi Marika, le divorce n'étant pas prononcé à la mort de Dudley. La maison natale de Dudley, à Exeter, achetée par la Société pour la préservation des antiquités de la Nouvelle-Angleterre, devient un musée ; elle est inscrite au Registre national des lieux historiques.

## Réalisations
En 1916 il participe à la conception des jardins à la française de Williamsburg en Virginie (États-Unis) que la famille Rockefeller souhaite restaurer.
À la forteresse de Montbazon, entre 1922 et 1957, Dudley fait reconstruire une tour du XVe siècle dans la partie occidentale de l'enceinte, la tour Lilian, qu'il prolonge vers l'est d'un logis dont certaines baies sont garnies de vitraux provenant de l'atelier tourangeau Lux-Fournier ; il réaménage les accès au site, rajoute des crénelages aux tours, déblaie l'entrée des souterrains. Il fait consolider le donjon qui menace de s'écrouler, entre autres par la construction d'une ceinture intérieure en béton. Enfin, il remanie entièrement le parc du château.
Au milieu des années 1920, avec Joachim Carvallo, il redonne au manoir de Fontenay à Lignières-de-Touraine son aspect originel et y dessine un jardin médiéval. Il conçoit le portail du château de Longue-Plaine, à Sorigny.
Comme paysagiste, il adhère à la Société nationale d'horticulture de France et, en tant qu'amateur d'Histoire, il devient membre de la Société archéologique de Touraine en 1928.

Quelques réalisations de William Perry Dudley.
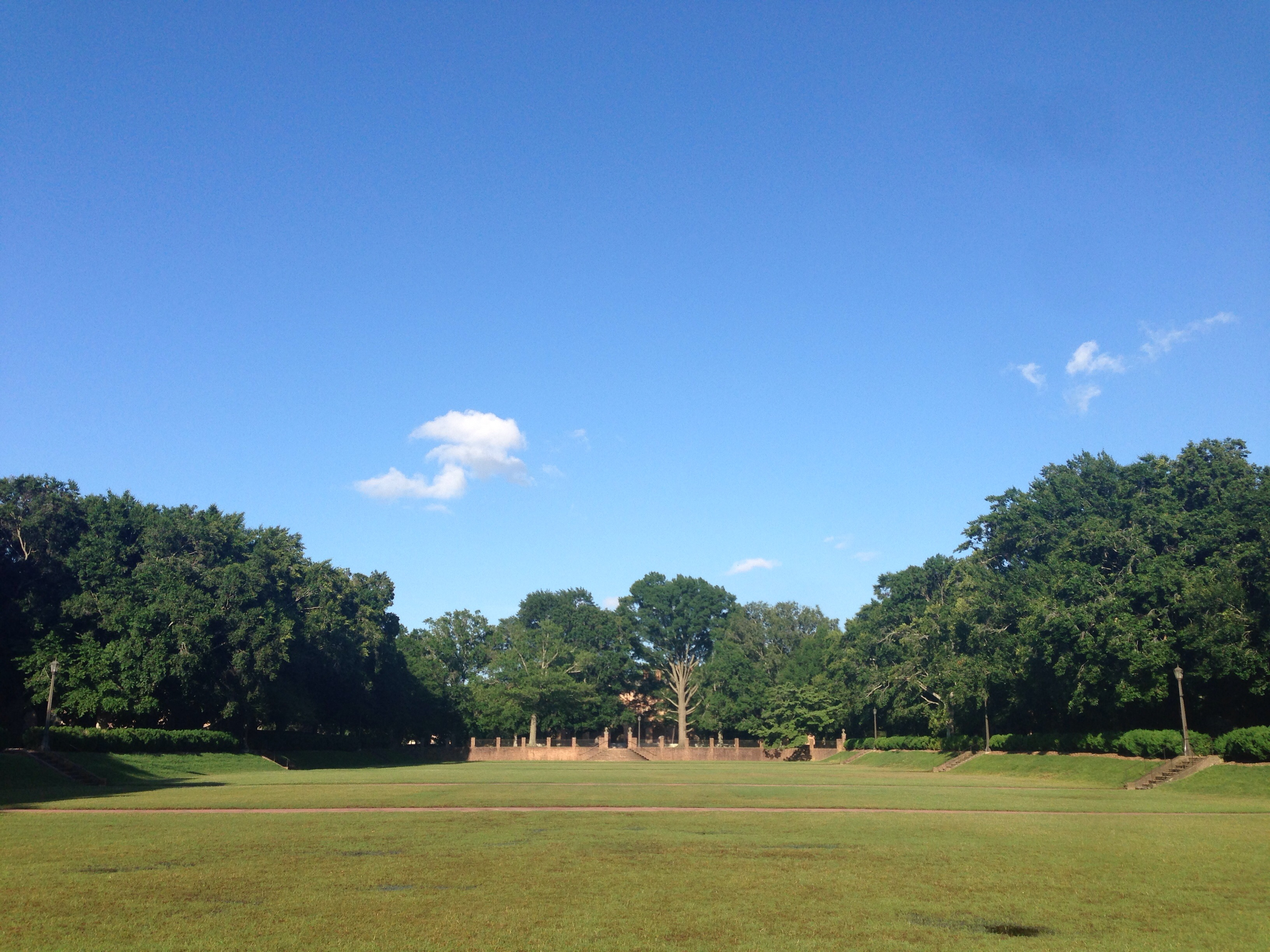
Vue partielle des jardins de Williamsburg.
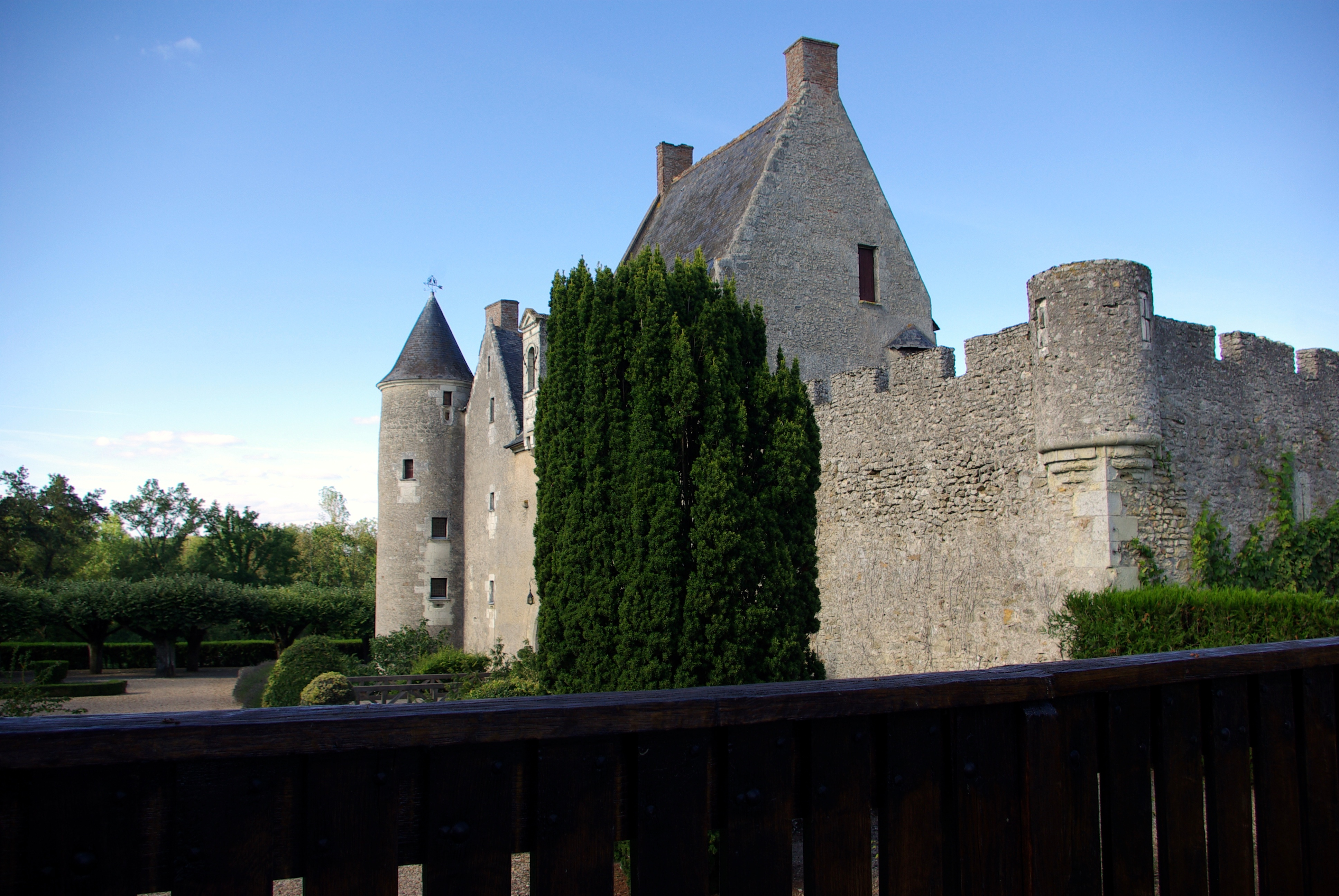
Manoir de Fontenay à Lignières-de-Touraine.
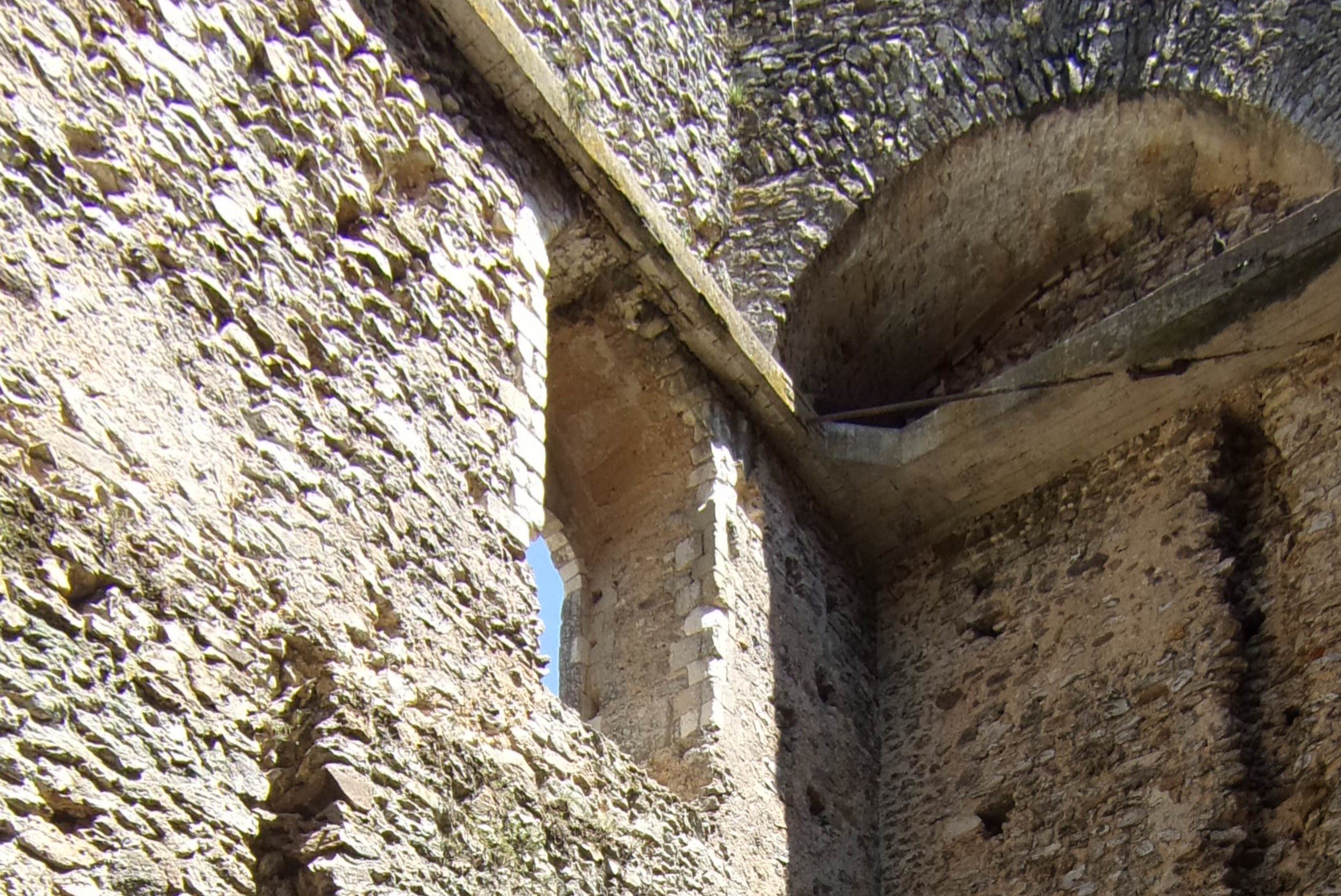
Ceinture de béton au donjon de Montbazon.

## Distinctions et hommages
Une rue à Montbazon porte son nom.